# 脱分化
脱分化（だつぶんか、英:dedifferentiation）とは、細胞が、それらの構成している組織の特徴を失うことをという。

## 発見の経緯
1907年にハリソンらがカエルの神経細胞を培養したところから細胞培養の研究がはじめられた。このころ、細胞培養は組織培養（Tissue culture）の範囲に含まれており、当時の研究はビブリオグラフィーにまとめられている。前記文献中で、組織培養（Tissue culture）とは「多細胞生物から分離された部分を人工的な環境の中で一定期間維持すること(For our purpose, tissue culture has been defined as the maintenance of isolated portions of multicellular organisms in artificial containers outside the individual for considerable periods of time.)」であると定義されている。
組織培養の研究の初期から、培養環境中の細胞が培養前の細胞、つまり生体内の細胞とは振る舞いがことなることが指摘されている。Haddaは1912年に「培養中の細胞は生体内の細胞と何かちがう」と記述していたとされるし、Champyは1913年に「培養中の細胞は脱分化する」と記述している。前期文献中45ページ45行目には「上記の研究に示した通り、培養する前の組織の特徴を維持したままで培養し続けることはできなかった。脱分化することで細胞は増殖する。（J'ai montré dans les publications citées plus haut qu'on ne pouvait pas cultiver un tissu ou un organe en lui conservant ses attributs caractéristiques, c'est-à-dire multiplication des cellules celles-ci se dédifférenciaient.）」と記述がある。

## 20世紀後半の脱分化仮説
Champyの提唱した脱分化仮説は、20世紀後半までにおおかた否定された。決め手となった論文のひとつはSatoらによるものである。
前記論文中でSatoらは、肝臓の初代培養から得られる細胞が何者であるか判定するために、まず、抗肝臓血清と抗培養細胞血清を作った。いずれの組織からも同様な細胞が得られるという観察から、抗培養細胞血清は腎臓由来の培養細胞を用いて作っている。さらに、それらの抗血清を肝臓細胞、あるいは肝臓切除個体の断片に吸着させて、特異性を高めた抗血清とした。準備した抗血清は以下の６つである。すなわち、「抗肝臓血清」、「抗肝臓血清から肝臓に吸着する抗体を除いた血清」、「抗肝臓血清から肝臓以外の組織に吸着する抗体を除いた血清」、「抗培養細胞血清」、「抗培養細胞血清から肝臓に吸着する抗体を除いた血清」、「抗培養細胞血清から肝臓以外の組織に吸着する抗体を除いた血清」であった。6つの抗血清を用いて初代培養に用いる肝臓細胞を処理し、その後抗血清を遠心分離して洗い流して培養した。１週間後、培養皿底面に接着した細胞を染色して数えた。結果、３種の抗肝臓血清を用いた培養ではいずれもコントロールより細胞数を減らしていたものの、一定量の細胞を観察できた。一方、抗培養細胞血清を用いた培養では、抗培養細胞血清と抗培養細胞血清から肝臓に吸着する抗体を除いた血清を用いた場合には、ほとんど細胞が観察できなかった。これは培養して増殖してくる細胞が抗培養細胞血清によって取り除かれた事を意味する。そして、抗培養細胞血清から肝臓以外の組織に吸着する抗体を除いた血清、これはこの動物の肝臓以外の抗原ほぼ全てに結合すると思われるが、これを用いた場合には一定量の細胞を観察する事ができた。これらの結果から、肝臓の初代培養より得られてくる細胞は個体から得られた時点で肝臓の特性を有していない細胞である事がわかり、Champyの脱分化仮説が否定され、Satoの選択仮説が採られた。
カンギレムによれば、培養環境に移された細胞や器官は解き放たれている。
〔外植の場合には〕その存続を可能とするような、特別に合成され、条件を付与され、維持される媒質〔環境〕のなかに、ある組織あるいは器官を置くことによって（組織培養あるいは器官培養）、その組織あるいは器官を、それといっしょに全体的有機体をつくりあげている他の組織とか器官の調整された総体が正常な内部環境を通じてそれに及ぼすところの、すべての刺激作用とか禁止作用から解き放つ。
和訳本の「解き放つ」は原文（フランス語）の「libère」に対応している。

## 21世紀前半の脱分化仮説
生体内の細胞を取り出して培養環境に持ちこんだ培養そのもののことを初代培養(Primary Culture)というが、この初代培養の細胞は細胞株の細胞に比べて生体内の機能をより保存しているために研究や産業の目的で利用されている。21世紀にはいって分析装置や技術が発達してくると、この初代培養について最先端の装置で分析しようとする研究があらわれてきた。ある研究ではヒトのリンパ管内皮細胞を培地に移すことによって、代謝に関わる遺伝子と細胞骨格の遺伝子の発現量が増加し、細胞外マトリックスや細胞内シグナルに関わる遺伝子の発現量が低下することが示された。また他の研究では、イヌのがん細胞由来の培養細胞遺伝子発現プロファイルと生体内のがん細胞の遺伝子発現プロファイルに大きな差がないとしている。
ここで議論を整理するために、細胞の増殖の観点をとると、Champyの脱分化仮説は観察から得た洞察であり、培養環境に持ち込まれた増殖前の細胞も観察の対象であったと考えられる。一方で、Satoの選択仮説では選択された細胞が増殖することによって培養細胞が出来上がってくるため、増殖後の細胞を主に分析している。21世紀に行われた前述の２研究も哺乳類の細胞を対象とした実験であり、どちらの実験でも実験開始直後に細胞が増殖する。これは哺乳類細胞の特徴であり、昆虫の細胞であれば実験開始直後しばらく（２、３ヶ月）増殖しない。したがって、昆虫の細胞を用いて組織培養前後の細胞を比較すれば脱分化の分析を増殖の影響を取り除いて行うことができると考えられ、ある研究では昆虫の細胞を培養し細胞の遺伝子発現プロファイルを培養の前後で比較することにより、培養によって細胞の遺伝子発現プロファイルが均一化することをトランスクリプトームの情報エントロピーの増大として示された。
植物で観察される再プログラミングの過程について、前述のトランスクリプトームの情報エントロピーの観点から分析した研究では、植物の再プログラミングは脱分化と再分化の組み合わせから成り立っていることが示された。

## 参考図書
- 木村廉『組織培養』 (1947年、南条書店)
  - 68、69ページにChampyの説をEntdifferenzierung説として紹介している。
- 緒方法親『バイオインフォマティクスを用いた研究開発のポイントと実例』(2018年、情報機構)
  - 35ページから49ページで脱分化の議論について紹介している。